# 萨利尼 (约讷省)
萨利尼（法語：Saligny，法語發音：[saliɲi]）是法国勃艮第-弗朗什-孔泰大区约讷省的一个市镇，属于桑斯区。

## 地理
萨利尼（48°12'48"N, 3°21'12"E）面积9.99 平方千米，位于法国勃艮第-弗朗什-孔泰大區约讷省，该省份为法国中北部内陆省份，西接卢瓦雷省，西北接塞纳-马恩省，南至涅夫勒省，东临科多尔省，东北与奥布省接壤。
与萨利尼接壤的市镇（或旧市镇、城区）包括：瓦西讷、方丹拉加亚尔德、大马莱、小马莱、圣克莱芒、桑斯、苏西、维利耶路易。

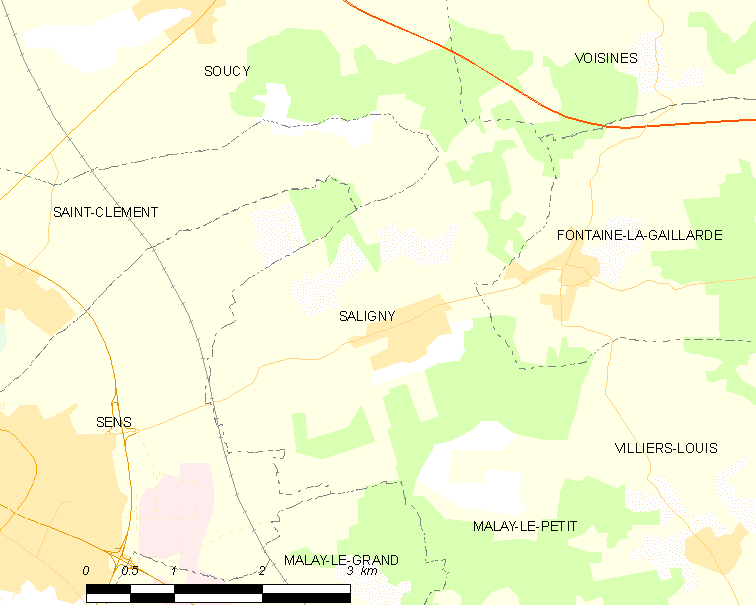
的OSM定位图

萨利尼的时区为UTC+01:00、UTC+02:00（夏令时）。

## 行政
萨利尼的邮政编码为89100，INSEE市镇编码为89373。

## 政治
萨利尼所属的省级选区为阿尔芒松河畔布列农县。

## 人口

1962-2008年间人口变化图示

萨利尼于2022年1月1日时的人口数量为658人。